# Инок из Далше
Инок из Далше (Света гора, 15. век) био је анонимни српски књижевник и преводилац.

## Живот и дело
На позив деспота Стефана Лазаревића дошао је из Свете горе у Србију и сместио се у манастир Далшу, где се бавио преписивањем књига (Радослављево јеванђеље и Четворојеванђеље, оба из 1429). Оставио је један аутобиографски запис о страдању у време турског надирања после деспотове смрти (око 1428/29), упечатљиво и живописно написан, без реторичног улепшавања, вредан и као књижевно дело и као документ о своме времену. Аутор је и Историкије (1438?), сасвим кратког летописа, тј. „заметка летописа”, са српском хроником која је обухватила догађаје од 1348. до 1438.

## Превод на савремени српски језик
- Инок из Далше у преписаноме јеванђељу, у: „Стари српски записи и натписи”, приредио проф. др Милорад Павић, Београд, Просвета, СКЗ, 1986. Библиотека Стара српска књижевност у 24 књиге, књ. 24, стр. 116—122;
- исто (одломак), „Српска аутобиографска књижевност” (зборник радова 27. научног састанка слависта у Вукове дане), Београд — Нови Сад — Манасија, 2—13. септ. 1997, Београд, Међународни славистички центар, 1998, 5—14.